# کولرو (واشینگتن)
کولرو (به انگلیسی: Cavalero) یک منطقهٔ مسکونی در ایالات متحده آمریکا است که در شهرستان اسنوهومیش، واشینگتن واقع شده‌است. کولرو ۴٫۲۴ کیلومتر مربع مساحت و ۴٬۶۶۰ نفر جمعیت دارد.